# Fuyu (Songyuan)
Fuyu léase Fu-Yí (en chino:扶余县, pinyin:Fúyú xiàn) es un condado bajo la administración directa de la ciudad-prefectura de Songyuan. Se ubica en la provincia de Jilin , noreste de la República Popular China . Su área es de 4464 km² y su población total para 2010 fue de +700 mil habitantes.

## Administración
El condado de Fuyu se divide en 17 pueblos que se administran en 12 poblados y 5 villas.